# Jaime Texidor Dalmau
Jaime Texidor Dalmau (Barcelona, 16 april 1884 – Barakaldo, Biskaje, 23 februari 1957) was een Spaans componist, dirigent en muziekuitgever.

## Levensloop
Hoewel hij in Barcelona werd geboren, leefde Texidor Dalmau het grootste deel van zijn leven in de schilderachtige stad Barakaldo in de provincie Biskaje. Hij studeerde muziek (HaFa-directie en compositie) bij het leger en was eerst saxofonist en later dirigent van de Banda de Música del regimiento 68 in Melilla. Hij dirigeerde ook de Banda de Música de la Sociedad Musical La Primativa in Carlet en de Banda del Círculo Instructivo Musical de Valencia. Dan vertrok hij naar Barakaldo en verbleef daar tot zijn overlijden. Hij was van 1927 tot 1937 dirigent van de Banda Municipal de Música de Baracaldo.
Tijdens zijn verblijf in Barakaldo schreef hij een groot aantal werken, waaronder een concertwerk getiteld María, dat hij aan zijn dochter María Texidor opdroeg. Ook zij was een componiste.

## Composities

### Werken voor harmonieorkest
- 1922 Caridad, Foxtrot (samen met María Texidor)
- 1925 Amparito Roca, paso-doble
- Auxilium Christianorum, marcha procesional
- Carrascosa, paso-doble
- Dolorosa, marcha procesional
- Domus Aurea, marcha
- La Aurora (samen met María Texidor)
- La Pilarica, marcha procesional
- La Virgen Milagrosa, marcha procesional
- Luz Divina, marcha
- Paco Méndez, paso-doble
- Paz Eterna, marcha procesional
- Rosa evangélica, marcha procesional

- Biblioteca Nacional de España: XX1078623
- Bibliothèque nationale de France: cb13972882f (data)
- International Standard Name Identifier: 0000 0000 5923 2202
- Library of Congress Control Number: no95029993
- Nationale Bibliotheek van Letland: 000312321
- MusicBrainz: 3f1a6931-94fe-4322-ac32-93c8c1bdf1b8
- SNAC: w6738b23
- Virtual International Authority File: 196149066395265601038
- WorldCat: E39PBJkxJmVFTV7CRWyXTD6HYP